# Tattoos & Tequila
Tattoos & Tequila är ett album med Vince Neil från 2010. Albumet är hans tredje soloalbum och består av covers samt två nya låtar.

## Låtlista
1. "Tattoos and Tequila"
2. "He's a Whore" (Cheap Trick)
3. "AC DC" (Sweet)
4. "Nobody's Fault" (Aerosmith)
5. "Another Bad Day"
6. "No Feelings" (Sex Pistols)
7. "Long Cool Woman" (The Hollies)
8. "Another Piece of Meat" (Scorpions)
9. "Who'll Stop The Rain" (Creedence Clearwater Revival)
10. "Viva Las Vegas" (Elvis Presley)
11. "The Bitch Is Back" (Elton John)
12. "Beer Drinkers and Hell Raisers" (ZZ Top)